# Автомобильный мост Цзюцзян
Автомобильный мост Цзюцзян или Второй мост Цзюцзян (кит. 九江长江公路大桥) — комбинированный мостовой переход, пересекающий реку Янцзы и озёра Сайху и Цили, расположенный на территории уезда Хуанмэй городского округа Хуанган и района Чайсан городского округа Цзюцзян; 7-й по длине основного пролёта вантовый мост в мире (3-й в Китае). Является частью скоростной автодороги G70 Фучжоу—Иньчуань.

## Характеристика
Мост соединяет расположенный на северном берегу реки Янцзы уезд Хуанмэй городского округа Хуанган с расположенным на южном берегу районом Чайсан городского округа Цзюцзян.
Длина мостового перехода — 8 462 м, в том числе основной мост 1 405 м, дополнительный мост 1 300 м, северный мостовой подход 2 166 м, южный мостовой подход 3 591 м. Мостовой переход представлен основным двухпилонным вантовым мостом через реку Янцзы, дополнительным балочным мостом через озеро Сайху, двумя мостовыми подходами. Длина основного пролёта вантового моста — 818 м, а высота основных башенных опор — 244,3 м. Башенные опоры имеют форму буквы Н, но с двумя горизонтальными перекрытиями. Северный мостовой подход представлен мостом Хуанган, эстакадным переходом и мостом через дорогу G105, южный подход — мостом через озеро Цили и мостом через ж/д линию Цзинцзю (Пекин—Цзюцзян—Цзюлун). 
Имеет 6 полос движения (по три в обе стороны).
Со времени открытия мостового перехода является седьмым в мире и третьим в Китае вантовым мостом по длине основного пролёта. Мост стал вторым мостом через реку Янцзы в городском округе Цзюцзян; первым был автомобильно-железнодорожный мост арочной конструкции, открытый в 1993 году.